# Che ne sarà di noi
Pour plus de détails, voir Fiche technique et Distribution.
Che ne sarà di noi (français : Qu'allons nous devenir) est un film italien réalisé par Giovanni Veronesi, sorti en Italie en 2004. Les interprètes principaux sont Silvio Muccino, Violante Placido et Elio Germano.

## Introduction
Le film Che ne sarà di noi de Giovanni Veronesi raconte l'histoire de trois jeunes étudiants, Matteo, Paolo et Manuel, qui, en attendant les résultats de leur « laurea », partent pour la Grèce, voulant découvrir et profiter pleinement de la vie. Au cours de ce voyage, chacun grandira un peu plus, à sa manière.
La chanson du générique du film intitulée aussi Che ne sarà di noi, est interprétée par Gianluca Grignani
Ce film de Giovanni Veronesi montre de jeunes étudiants qui veulent se « déconnecter » du quotidien, suivre leurs envies et être indépendants.

## Synopsis

### Une jeunesse exaltée

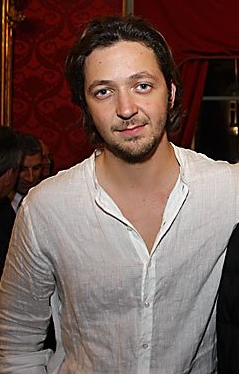
Silvio Muccino

Après avoir passé leur Laurea, ces trois jeunes étudiants veulent souffler un peu, découvrir de nouvelles choses et se détacher du quotidien, des aléas de la vie, des ruptures douloureuses. D'ailleurs, l'un d'eux, Matteo, veut suivre celle qu'il aime en Grèce et embarque ainsi ses deux compagnons pour une aventure unique. Arrivés sur le bateau, ils rencontrent des jeunes femmes plus âgées qu'eux avec qui ils sympathisent. Entre fêtes, désaccords, déchirures, les trois jeunes aventuriers affrontent les joies et difficultés de la vie.

### Une jeunesse fragile et décidée
En outre, durant la fin de leur voyage, ces trois étudiants font des choix importants : l'un repart voir sa mère en se rendant compte qu'il a besoin d'elle et réciproquement, l'autre veut voyager avec sa nouvelle petite amie en Turquie et ne veut plus subir la pression que lui impose son père. Enfin, Matteo protège la femme qu'il aime tout en étant conscient qu'ils ne formeront pas un couple et dit ses quatre vérités à son père, remarié.

## Fiche technique
- Titre : Che ne sarà di noi
- Réalisation : Giovanni Veronesi
- Scénario : Silvio Muccino et Giovanni Veronesi
- Musique : Andrea Guerra
- Montage : Claudio Di Mauro
- Photographie : Fabio Zamarion
- Montage : Claudio Di Mauro
- Effets spéciaux :
- Musique Andrea Guerra
- Scénographie :
- Producteur : Aurelio De Laurentiis
- Langue : Italien
- Pays de production :  Italie
- Genre : Comédie dramatique
- Durée : 100 min.
- Dates de sortie :
  - Italie :	5 mars 2004
  - France :	14 mai 2004 (Festival de Cannes, Marché du film)
  - Danemark : 23 août 2004 (International Film Festival de Copenhague)

## Distribution
- Silvio Muccino: Matteo
- Violante Placido: Carmen
- Giuseppe Sanfelice : Paolo
- Elio Germano: Manuel
- Valeria Solarino : Bea
- Enrico Silvestrin (it) : Sandro
- Katy Louise Saunders : Valentina
- Myriam Catania (it) : Monica
- Pino Quartullo : Père de Paolo
- Rocco Papaleo: portier

## Récompenses et distinctions
- 2005 : Ruban d'argent du meilleur producteur.